# Галилеи, Винченцо

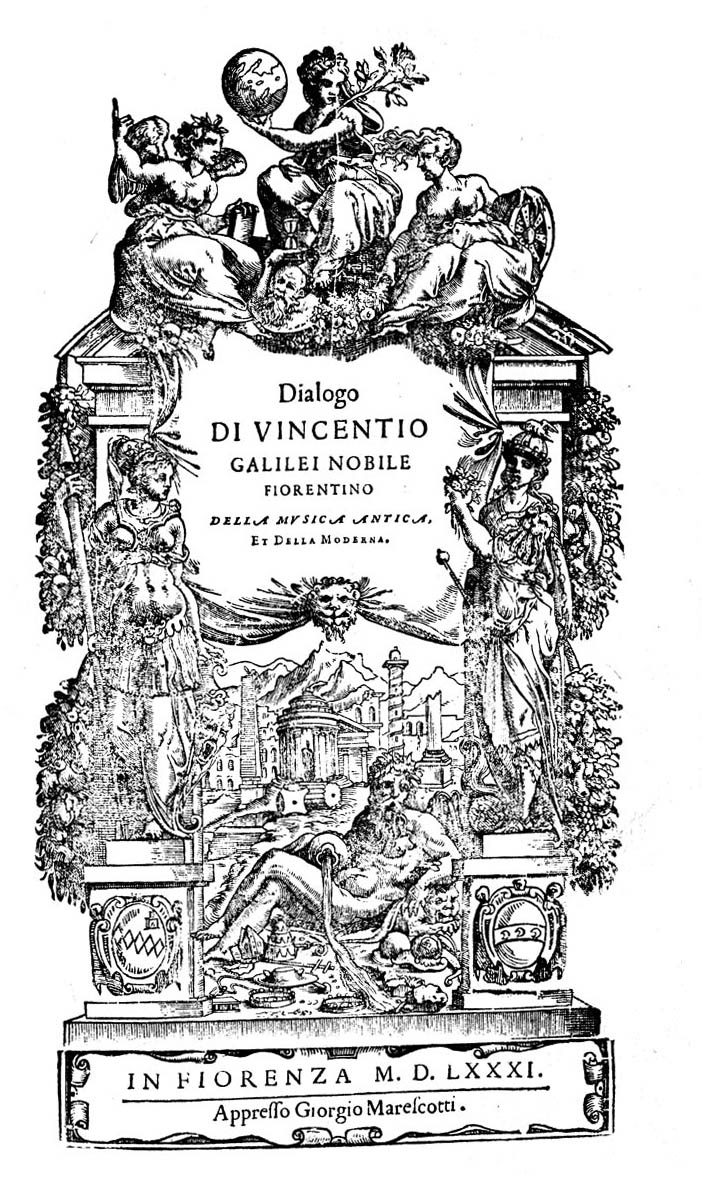
Галилей. Титульный лист трактата «Диалог о старинной и современной музыке» (1581)

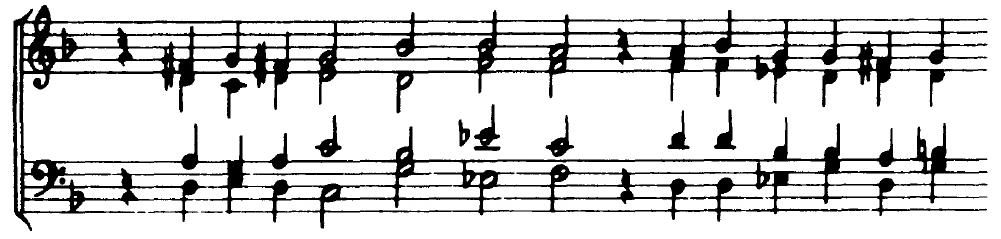
Образец гармонизации мелодии в моноритмической фактуре, из трактата В. Галилея "Dubbi..." (1591). Моноритмическая фактура, особенно с мелодией в сопрановом голосе (как здесь), считается прообразом нарождавшегося гомофонного склада

Винченцо Галиле́и, также Галиле́й (итал. Vincenzo Galilei; 3 апреля 1520, Санта-Мария-а-Монте, близ Флоренции — 2 июля 1591, Флоренция) — итальянский теоретик музыки, композитор, лютнист. Отец физика Галилео Галилея и композитора Микеланджело Галилея. Член и активный участник Флорентийской камераты.

## Жизнь и творчество
Талант Галилея заметил Джованни Барди, который около 1563 г. оплатил его обучение в Венеции у Джозеффо Царлино. Диалог «Фро́нимо» (Fronimo; Венеция, 1568; 2-я редакция: там же, 1584) представляет собой первую полноценную школу игры на лютне. Галилей аргументировал предпочтительность лютни органу тем, что именно она способна выражать «гармонические аффекты, такие, как жёсткость и мягкость, терпкость и сладость, крики, плачи, жалобы и причитания, с таким чудесным изяществом».
На формирование музыкально-эстетических воззрений Галилея оказал решающее влияние Джироламо Меи (Мей), после чего его отношение к работам Царлино резко изменилось. В трактате «Компендий теоретической музыки» (итал. Compendio nella theorica della musica; рукопись около 1572 года, не опубликована) пришёл к мысли о несовместимости античной и современной ему итальянской музыки, о тщетности реконструкций древности. Критикуя своего учителя, развивал эту мысль в трактате «Диалог о старинной и современной музыке» (Dialogo <…> della musica antica et della moderna; Флоренция, 1581). Ряд трактатов Галилея о гармонии и контрапункте, в том числе «Обсуждение энармоники, как её используют, и того, кто был автором хроматики» (Discorso intorno all’uso dell’enarmonico et de chi fusse autore del cromatico, 1591), критически оценивающий эксперименты соотечественников в микротоновой музыке, не был опубликован при жизни и сохранился в рукописи.
Для эстетики Галилея центральной была мысль об утрате присущего античности аффекта в современной музыке, целью которой стало (по его мнению) «одно удовольствие», поверхностная приятность. Вокальную музыку современников резко, иронично критиковал за преувеличенную звукоизобразительность, буквальное следование музыки за словом. Считал, что традиционный (имитационно-полифонический) контрапункт усложняет восприятие и снижает эффект непосредственного воздействия музыки на душу, вследствие чего активно пропагандировал мелодию, понимаемую как несущий элемент фактуры и главную музыкальную мысль.
Теоретические исследования Галилея проложили дорогу музыке Нового времени с её гомофонным складом и равномерно темперированным строем, то есть материей классико-романтической гармонии. Обсуждая проблемы музыкального строя, он утверждал, что в вокальной музыке должен использоваться не «напряжённый диатон» Птолемея (тетрахорд 10:9 9:8 16:15), как считал Царлино, а некий новый и особый строй, представлявший собой компромисс между ним и пифагорейским «дитоническим диатоном» (тетрахорд 9:8 9:8 256:243). В настройке лютни он предлагал делить октаву одинаковыми полутонами 18:17 — эта величина, хотя и рассчитанная приблизительно, весьма близка равномерно темперированному полутону.
Проведя ряд физических экспериментов, доказал (по-видимому, впервые в истории): для того чтобы 2 одинаковые по длине, толщине и качеству (d’ugual lunghezza, grossezza, & bontà) струны произвели определённый музыкальный интервал, массы привешиваемых к этим струнам грузов должны быть квадратами отношения, соответствующего этому интервалу, а вовсе не аналогами того же самого отношения (как считалось в традиционной теории музыки, в том числе, в хрестоматийном учебнике «Основы музыки» Боэция).
Галилей — автор двух сборников мадригалов (1574, 1587) и инструментальных пьес для лютни. Среди последних — сборник «Книга лютневой табулатуры» (Libro d’intavolatura di liuto; 1584), который содержит (среди прочего) экспериментальную сюиту из 24 микроциклов «пассамеццо-романеска-сальтарелла» во всех 12 тональностях, то есть на 12 высотных позициях хроматической гаммы. При этом сохранившиеся сочинения Галилея-композитора относятся к полифоническому складу; ни одной сколько-нибудь развёрнутой пьесы Галилея гомофонного склада науке не известно.

## Трактаты (издания и переводы)
- Fronimo: dialogo <..> nel quale si contengono le vere, et necessarie regole del intavolare la musica nel liuto / Фронимо. Диалог, в котором содержатся истинные и необходимые правила сочинения музыки для лютни (Venezia, 1568); 2-я редакция: Fronimo: dialogo … sopra l’arte del bene intavolare, et rettamente sonare la musica negli strumenti artificiali si di corde come di fiato, & in particulare nel liuto (Venezia, 1584); фр. перевод с комментариями: Philippe Canguilhem. Fronimo de Vincenzo Galilei. Paris: Minerve, 2001; англ. перевод: Fronimo (1584), translated and edited by Carol MacClintock // Musicological Studies and Documents, vol.39 (s.l., 1985).
- Dialogo della musica antica et della moderna / Диалог о старинной и современной музыке (Firenze, 1581); англ. перевод: Dialogue on ancient and modern music. Translated, with introduction and notes, by Claude V. Palisca. New Haven: Yale University Press, 2003.
- Discorso intorno all’opere di Messer Gioseffo Zarlino da Chioggia / Рассуждение о трудах господина Джозеффо Царлино (Firenze, 1589).
- Compendio nella tehorica [sic] della musica / Компендий музыкальной теории, ок. 1572 (рукопись).
- Il primo libro della prattica del contrapunto intorno all’uso delle consonanze / Практика контрапункта. Книга 1 "О применении консонансов", 1588-91 (рукопись); издан в книге: Rempp F. Die Kontrapunkttraktate Vincenzo Galileis. Köln, 1980.
- Discorso intorno all’uso delle dissonanze / Рассуждение о применении диссонансов, ок. 1591 (рукопись); издан у Ф.Ремпа (там же).
- Discorso intorno all’uso dell’enharmonio et di chi fusse autore del cromatico / Рассуждение о применении энармоники и о том, кто был создателем хроматики, ок. 1591 (рукопись); издан у Ф.Ремпа (там же).
- Dubbi intorno a quanto io ho detto dell’uso dell’enharmonio, con la solutione di essi / Сомнения по поводу того, что я сказал о применении энармоники, с их разрешением, 1591 (рукопись); издан у Ф.Ремпа (там же).
- Discorso intorno a diversi pareri che hebbero le tre sette piu famose degli antichi musici / Рассуждение о различных мнениях в трех самых знаменитых партиях древних музыкантов (рукопись, s.a.); издание и англ. перевод в книге К. Палиски: Palisca C.V. The Florentine Camerata. Documentary studies and translations. New Haven, 1989.
- Discorso particolare intorno all’unisono / Отдельное рассуждение об унисоне (рукопись, s.a.); издание и англ. перевод К.Палиски (там же)
- Discorso particolare intorno alla diversità delle forme del diapason / Отдельное рассуждение о различных видах октавы; издание и англ. перевод К.Палиски (там же)
- Traduzione d’un Discorso latino fatto da Carlo Valgulio Bresciano, sopra la Musica di Plutarco / Музыка Плутарха. Перевод [на итальянский] с латинского перевода, сделанного К.Вальгулио из Брешии (рукопись, s.a.)
- Trattato di musica di Plutarco (итал. перевод трактата о музыке [Псевдо-]Плутарха; рукопись s.a.)